# 석진형
석진형(石鎭衡, 1877년 9월 29일 ~ 1946년 2월 24일)은 일제강점기의 관료 겸 기업인이다. 호는 반아(槃阿), 본관은 충주.

## 생애
경기도 광주 출신으로 일본에 유학하여 호세이 대학의 전신인 도쿄의 와후쓰 법률학교에서 공부하여 나왔고 그 후 동경제국대학 법과를 나왔다. 1904년 대한제국 군부의 군법국 주사에 임명되면서 관직에 들어섰고, 보성전문학교에서 법학을 강의하고 법관양성소 교관으로 근무하는 등 법률 전문가로서 중용되었다.
1913년 충청남도 예산군에서 설립된 호서은행 취체역을 맡은 것을 시작으로, 1920년 조선제사주식회사와 대동상회에 참여하고 경성상업회의소 특별위원으로 재직하는 등 경제인으로의 이력도 쌓았다.
1921년 조선총독부에 의해 발탁되어 전라남도의 참여관으로 발령받았다. 3·1 운동 이후 구성된 임시교육조사위원회에 이완용, 고원훈과 함께 조선인 위원 3인 중 한 사람으로 포함되는 등 총독부의 신임을 받았다. 1924년과 1926년 충청남도와 전라남도 도지사에 임명되었다.
1929년에는 관직에서 물러나 동양척식주식회사의 감사역을 맡았다. 요식업체 천향원과 양조업체 북선주조주식회사에서 취체역과 사장을 지내며 기업인으로 활동했다. 이 가운데 천향원은 서울의 ‘3대 요리집’으로 불리던 곳이다.

## 사후
2002년 발표된 친일파 708인 명단과 2008년 민족문제연구소가 정리한 친일인명사전 수록예정자 명단에 모두 선정되었다. 대한민국 친일반민족행위진상규명위원회도 친일반민족행위 195인 명단에 수록했다.
대한축구협회 회장을 지낸 외과 의사 김명학이 석진형의 사위이다.

## 같이 보기
- 김명학

## 참고자료
- 친일반민족행위진상규명위원회 (2007년 12월). 〈석진형〉 (PDF). 《2007년도 조사보고서 II - 친일반민족행위결정이유서》. 서울. 964~978쪽쪽. 발간등록번호 11-1560010-0000002-10. [깨진 링크(과거 내용 찾기)]
- 반민족문제연구소 (1993년 2월 1일). 〈석진형 : 총독부의 신임 두터웠던 절대 맹종파 (이명화)〉. 《친일파 99인 1》. 서울: 돌베개. ISBN 978-89-7199-011-7.
- 임종국 (1991년 2월 1일). 〈「혈의 누」의 이인직은 한일합방의 주역〉. 《실록 친일파》. 반민족문제연구소 엮음. 서울: 돌베개. ISBN 89-7199-036-8.